# 1955 في لبنان
فيما يلي قوائم الأحداث التي وقعت خلال عام 1955 في لبنان.

## سياسة

### انتهاء فترة المنصب
- 1 يناير – ألفرد جورج النقاش وزير الخارجية والمغتربين ‏.

## مواليد

### يناير
- 1 يناير – بسام حجار
- 1 يناير – جوزيف عبد الله شهدا
- 1 يناير – جوسلين خويري
- 1 يناير – علوية صبح صحفية لبنانية.
- 1 يناير – محمد رعد عضو مجلس النواب اللبناني.
- 7 يناير – محمد إبراهيم ممثل لبناني.
- 15 يناير – فارس بويز سياسي لبناني.

### مارس
- 5 مارس – أحمد علي الزين

### أبريل
- 3 أبريل – اسكندر الصفا رجل أعمال فرنسي.
- 12 أبريل – وليد شما رائد أعمال أمريكي.

### مايو
- 10 مايو – إيلي سماحة منتج أفلام أمريكي.

### أغسطس
- 14 أغسطس – توني عيسى سياسي أسترالي.
- 31 أغسطس – نبيل دو فريج سياسي لبناني.

### أكتوبر
- 31 أكتوبر – ناجي حكيم

### نوفمبر
- 7 نوفمبر – سمير بنوت
- 24 نوفمبر – نجيب ميقاتي سياسي ورجل أعمال لبناني.

## وفيات

### يناير
- 1 يناير – روز أنطوان (مواليد 1890) صحفية وكاتبة مصرية.

### مايو
- 19 مايو – أنطون بطرس عريضة (مواليد 1863) قس لبناني.